# Bożena Gaj
Bożena Gaj (ur. 23 grudnia 1951 w Proszowicach) – polska nauczycielka i polityk, posłanka na Sejm I kadencji.

## Życiorys
Ukończyła w 1974 studia na Wydziale Filologii Słowiańskiej Uniwersytetu Jagiellońskiego. Pracowała jako nauczycielka języka polskiego. W latach 1991–1993 sprawowała mandat posłanki na Sejm I kadencji. Została wybrana z listy Sojuszu Kobiet Przeciw Trudnościom Życia, zblokowanej z KPN. Należała do klubu parlamentarnego Konfederacji Polski Niepodległej. Zasiadała w Komisji Edukacji, Nauki i Postępu Technicznego oraz w Komisji Polityki Społecznej. W wyborach w 1993 nie odnowiła mandatu, startując do Sejmu z listy KPN.